# Алекс Скотт (футболіст, 1936)
Александер Скотт (англ. Alexander Scott, нар. 22 листопада 1936, Фолкерк — пом. 13 вересня 2001, Фолкерк) — шотландський футболіст, що грав на позиції півзахисника.
Виступав, зокрема, за клуб «Рейнджерс», а також національну збірну Шотландії.

## Клубна кар'єра
У дорослому футболі дебютував 1954 року виступами за команду клубу «Рейнджерс», причому свій дебют 19-річний гравець відзначив хет-триком у ворота команди його рідного міста, «Фолкерка». Провів за «Рейнджерс» вісім сезонів, взявши участь у 216 матчах чемпіонату.  Більшість часу, проведеного у складі «Рейнджерс», був основним гравцем команди, у складі якої чотири рази виграва першість Шотландії.
Згодом з 1963 по 1969 рік грав у складі команд клубів «Евертон» та «Гіберніан».
Завершив професійну ігрову кар'єру у клубі «Фолкерк», за команду якого виступав протягом 1969—1972 років.
Завершивши виступи на футбольному полі, займався бізнесом. Помер 13 вересня 2001 року на 65-му році життя.

## Виступи за збірну
1957 року дебютував в офіційних матчах у складі національної збірної Шотландії. Протягом кар'єри у національній команді, яка тривала 10 років, провів у формі головної команди країни лише 16 матчів, забивши 5 голів.
У складі збірної був учасником чемпіонату світу 1958 року у Швеції.

## Титули і досягнення

### Командні
- Чемпіон Шотландії (4):

««Рейнджерс»: 1955-1956, 1956-1957, 1958-1959, 1960-1961
- Володар Кубка Шотландії (2):

«Рейнджерс»: 1959-1960, 1961-1962
- Володар Кубка шотландської ліги (2):

«Рейнджерс»: 1960-1961, 1961-1962
- Володар Кубка Англії (1):

«Евертон»: 1965-1966
- Володар Суперкубка Англії (1):

«Евертон»: 1963